# Ngọc nữ Bắc Bộ
Ngọc nữ Bắc Bộ (danh pháp: Clerodendrum tonkinense) là một loài thực vật có hoa trong họ Hoa môi. Loài này được Dop mô tả khoa học đầu tiên năm 1920.